# Aimo Cajander
Aimo Kaarlo Cajander (ur. 4 kwietnia 1879 w Uusikaupunki, zm. 21 stycznia 1943 w Helsinkach) – fiński botanik i polityk, wykładowca Uniwersytetu Helsińskiego, w 1922, w 1924 i w latach 1937–1939 premier Finlandii.

## Życiorys
Urodził się 4 kwietnia 1879 w Uusikaupunki, syn Karla Alexandra Cajandera i Anny Matildy zd. Allenius. W 1903 ukończył studia z botaniki. Rozpoczął pracę zawodową, stworzył własną koncepcję typów lasów opracowaną na podstawie występujących w nich gatunków roślin, a w latach 1911–1934 był profesorem nauk leśnych na Uniwersytecie Helsińskim. Od 1918 roku był dyrektorem generalnym państwowego przedsiębiorstwa Metsähallitus.
2 czerwca 1922, na prośbę prezydenta Kaarla Juha Ståhlberga, objął urząd premiera Finlandii. Stał na czele tymczasowego rządu, który istniał przez nieco ponad 5 miesięcy, do 11 listopada 1922. Wcześniej, mimo bycia członkiem Partii Koalicji Narodowej, nie brał czynnego udziału w polityce. Ponownie był szefem tymczasowego gabinetu od 18 stycznia do 31 maja 1924.
W 1927 dołączył do Narodowej Partii Postępowej, a w następnym roku objął urząd ministra obrony w rządzie Oskariego Manterego. W 1929 wybrany na członka Eduskunty.
W 1937 roku nowo wybrany prezydent Kyösti Kallio powierzył mu ponownie stanowisko premiera, które objął 12 marca 1937. Udało mu się utworzyć większościowy rząd, w którego skład weszły dwie największe fińskie partie – Socjaldemokratyczna Partia Finlandii oraz Maalaisliitto. Pełnił niejako rolę negocjatora między liderami obydwu partii – Väinö Tannerem a Juhem Niukkasenem. Nie wierzył w możliwość ataku ZSRS na Finlandię, po wybuchu wojny zimowej złożył dymisję na ręce prezydenta. Urząd premiera pełnił do 1 grudnia 1939. Słaby stan wyposażenia fińskich żołnierzy podczas konfliktu określany jest pejoratywnie modelem Cajandera (fin. Malli Cajander).
Po ustąpieniu ze stanowiska wycofał się z życia politycznego. 21 stycznia 1943 został znaleziony martwy w gmachu Eduskundy, przed planowanym wystąpieniem na posiedzeniu klubu swojej partii.